# Vasilij Narezjnyj
Vasilij Trofimovitj Narezjnyj (ryska: Василий Трофимович Нарежный), född 1780 i Ustivitsa, Mirgorodskij ujezd, guvernementet Poltava, död 3 juli (gamla stilen: 21 juni) 1825 i Sankt Petersburg, var en ukrainsk-rysk författare. 
Narezjnyj fick under tjänstgöring vid länskansliet i Tbilisi rikt fält för sociala iakttagelser, som han konstnärligt utnyttjade i romanen Tjernyj god ili gorskie knjazia (Det svarta året eller bergens furstar; tryckt först 1829). Den är skriven i den då omtyckta skälmromanens stil, med en mängd osannolika äventyr, och utgör ett första försök till den satiriska realism, som sedermera framträdde hos Nikolaj Gogol. Ännu mer betydande som kulturskildring är romanen Rossijskij Gil Blas ili pochozjdenija knjazia Gavrily Simonovitja Tjistiakova (Den ryske Gil Blas eller furst Tjistiakovs äventyr), som godkändes av censuren, men förbjöds av undervisningsministern greve Aleksej Razumovskij för sin skoningslösa satir mot byråkratins falhet; mot de högre samhällsklassernas karaktärslöshet och mot frimurarna, som Narezjnyj framställde i karikerad gestalt. Hans övriga romaner och berättelser är föga betydande. Ett par av hans satiriska skrifter erbjuder en viss likhet med Gogols "Revisorn" och ukrainska folkmotiv. Hans samlade verk utkom 1835–36.